# Basilianus aequidens
Basilianus aequidens is een keversoort uit de familie Passalidae. De wetenschappelijke naam van de soort is voor het eerst geldig gepubliceerd in 1914 door Frederic Henry Gravely als Aceraius aequidens.
Hij beschreef de soort aan de hand van een specimen afkomstig van de Kina Balu (een berg op Borneo)  die in het Duits Entomologisch Museum werd bewaard.